# Hoxha Kadri
Hoxha Kadri właśc. Kadri Rufullah Prishtina (ur. w maju 1878 w Prisztinie, zm. 21 stycznia 1925 w Szkodrze) – albański polityk i prawnik, minister sprawiedliwości w latach 1920 i 1921.

## Życiorys
Był jednym z dziewięciorga dzieci Lutfullaha Halimiego. Ukończył tureckojęzyczną szkołę w Prisztinie, a w 1896 wraz z rodziną przeniósł się do Skopja, gdzie ukończył gimnazjum Dar-ul-Mualim. Studiował w Stambule początkowo w Instytucie Pedagogicznym, a następnie przeniósł się na studia prawnicze w szkole Mekteb'i Nyvvâb.
W 1904 uzyskał tytuł profesorski i zaczął posługiwać się nową wersją nazwiska "Hoxha Kadri Prishtina" lub krótszą "Hoxha Kadri". W tym samym roku został aresztowany za współpracę z młodoturkami. Trafił do więzienia w Yedikule, gdzie utracił nogę z powodu gangreny. Uwolniony w 1908 z więzienia został internowany w Tokacie w Anatolii, gdzie pracował w zawodzie prawnika. Po powrocie do Stambułu podjął pracę w sądzie apelacyjnym w Stambule, a także w zawodzie adwokata. Od 1911 pełnił także funkcję doradcy prawnego Banku Osmańskiego, a od 1913 doradcy w Głównej Dyrekcji Monopolu Tytoniowego. W roku 1913 opuścił Stambuł i przyjechał do Albanii. Mieszkał początkowo w Durrësie, a następnie w Szkodrze. Tam też w 1915 założył tajną organizację narodową Komiteti i Fshehte.
W listopadzie 1918 należał do grona założycieli Komitetu Kosowskiego, skupiającego separatystów albańskich z Kosowa, którym kierował do 1925. W styczniu 1920 współorganizował kongres w Lushnji, który doprowadził do odbudowy państwowości albańskiej. W latach 1921–1925 był deputowanym do parlamentu i dwukrotnie ministrem sprawiedliwości.
Od 1921 kierował wydawanym w Szkodrze miesięcznikiem polityczno-literackim Udha e së vertetës (Droga prawdy).
Imię Hoxhy Kadriego noszą ulice w Prisztinie, Mitrowicy i w Szkodrze.